# Le Livre de la mort (Ganche)
Pour les articles homonymes, voir Le Livre de la mort.
Le Livre de la mort est un recueil de contes macabres écrit par Édouard Ganche (1880-1945) entre l'âge de 24 et 26 ans, et publié en 1909.

## L'auteur
Profondément marqué par la mort de son père, médecin décédé prématurément à l'âge de 42 ans, alors qu'il n'avait lui-même que 12 ans, puis par celle de sa mère survenue dix ans plus tard, alors qu'elle n'avait que 50 ans, Édouard Ganche décida de témoigner de la réalité objective de la mort à travers ce recueil. Mettant à profit ses études de médecine, il proposa alors à ses contemporains, selon ses termes, « l'examen de la mort, face à face avec elle dans la réalité, et la peinture des émotions et des effrois qu’elle peut provoquer. » Il s'agissait pour lui non pas tant de choquer, de composer un recueil d'épouvante gratuite, que de lever un tabou qu'il estimait préjudiciable à la société. De ce point de vue cette démarche est cohérente avec celle qui l'amena sa vie durant à militer par ailleurs pour l'éducation sexuelle à une époque où les tabous entourant la sexualité contribuaient notamment à propager les maladies vénériennes.